# Polistes intermedius
Polistes intermedius är en getingart som beskrevs av Kojima 1996. Polistes intermedius ingår i släktet pappersgetingar, och familjen getingar. Inga underarter finns listade i Catalogue of Life.